# Європейська вулиця (Херсон)

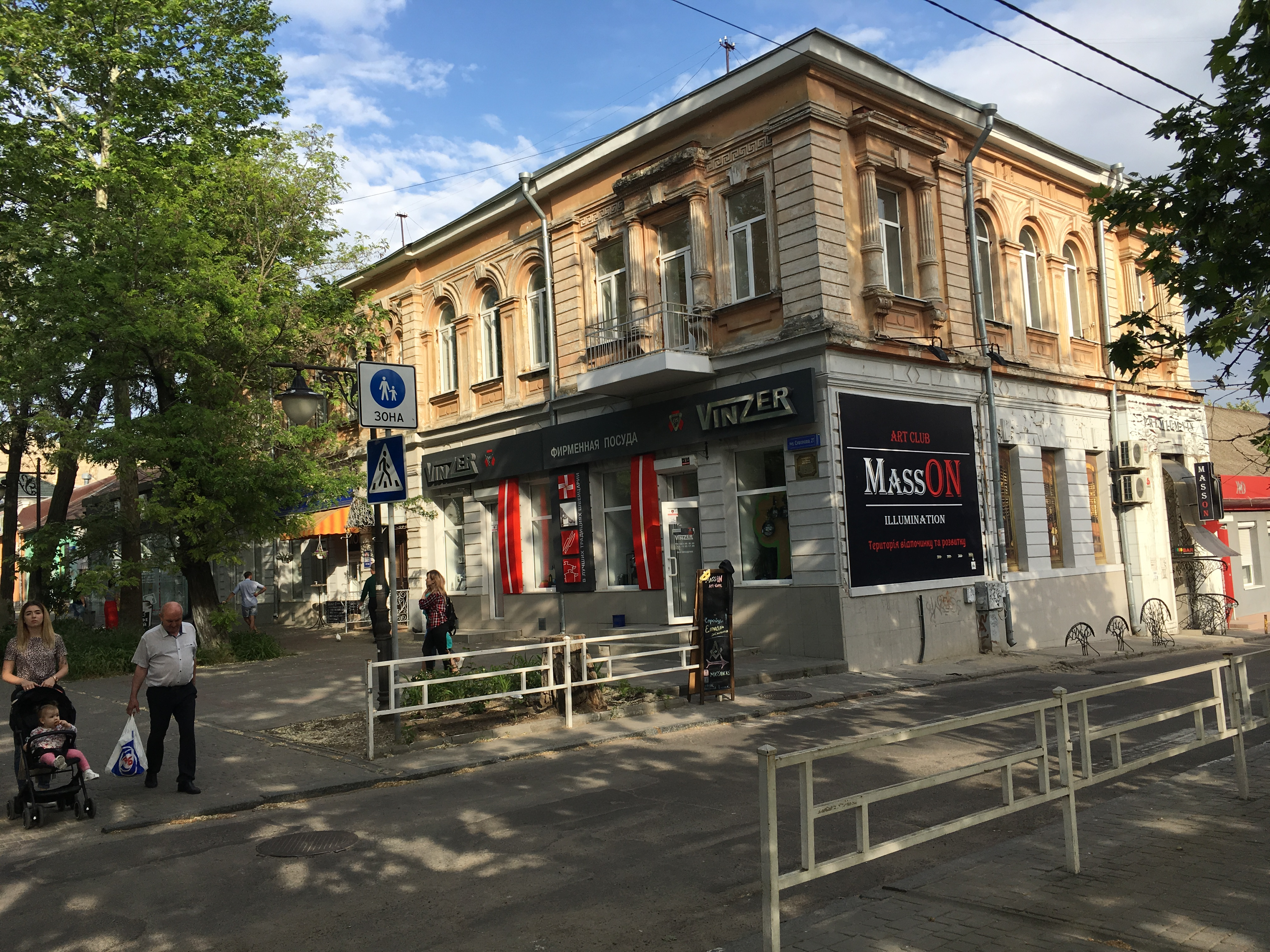
Херсонська обласна наукова медична бібліотека по вул. Європейська, 27

Європейська вулиця (до 2023 р. Суворова) — вулиця в Херсоні, розташована в Центральному районі, сполучає проспект Незалежності з вулицею Ратушною.

## Історія
Заснована наприкінці XVIII століття. У 30-х роках XIX століття вулицю названо Богородицькою. У 1855 р. вулиця вже мала назву Суворовська та була об'єднана з Католицькою вулицею. У 1927 році Суворовську вулицю було перейменовано у вулицю 1-го Травня, а у травні 1941 року вулиця отримала назву на честь російського діяча Олександра Суворова.
У жовтні 2023 року вулицю перейменували на честь Європи в рамках кампанії деколонізації, що розпочалася після повномасштабного російського вторгнення в Україну. Колишня вулиця Суворова була розділена на дві частини. Її пішохідну частину від проспекту Незалежності до вулиці Ратушної було названо Європейською, другу, проїзну частину, — від вулиці Ратушної до Театральної — Католицькою.

## Опис

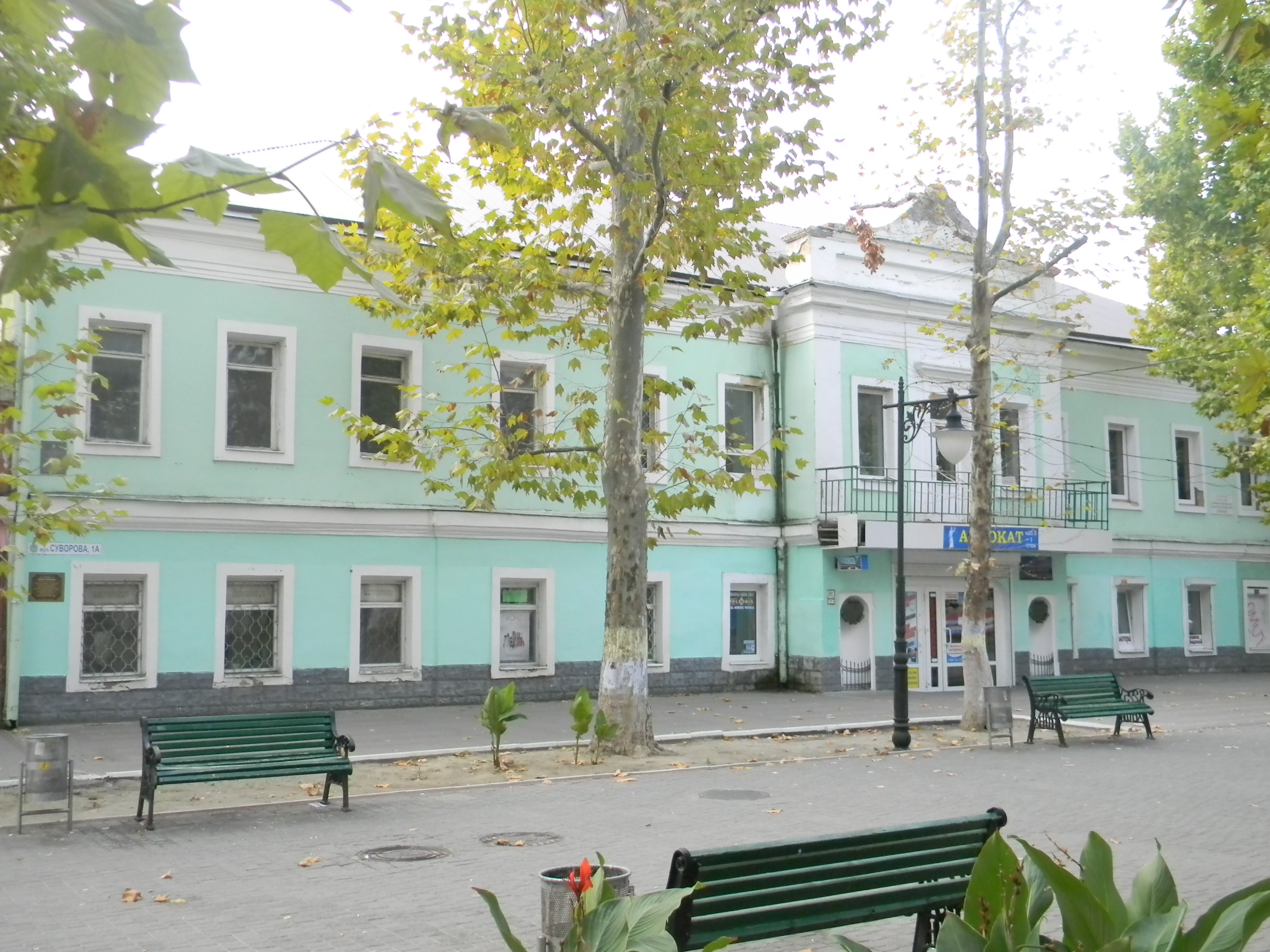
Будинок, у якому розташовувалася штаб-квартира Олександра Суворова

Будинок (№ 1а), в якому у 1793–1794 роках мешкав Олександр Суворов, збудований на початку 80-х років XVIII століття в стилі класицизму. На будинку встановлена меморіальна таблиця Суворову.
У сучасному приміщенні школи № 16 (буд. № 2) у 1908 році було відкрито Херсонське відділення Російського музичного товариства, де працював український фольклорист, музикознавець Андрій Коношенко.
У буд. № 3 розташований Будинок технічної та художньої творчості обласного управління профтехосвіти. З протилежного боку вулиці, у будівлі зі скляним фасадом розташований торговий центр «Парус» — колишній Дім одягу «Парус» (буд. № 4). Перед ним — оточений декоративним парканом засохлий платан, посаджений наприкінці XVIII століття та перетворений херсонським митцем Миколою Гепардом у скульптуру «Казкове дерево».
Одноповерховий будинок під № 6 (при перехресті з провулком Сестер Гозадінових) виконаний у татарському стилі. До революції 1917 року він належав родині землевласників Марченків, які за власний кошт утримували приватну гімназію для дівчат. У теперішній час у будівлі знаходиться обласний будинок вчителя.
На місці нині зруйнованої будівлі № 9 на початку XIX століття стояв будинок, де у 1815—1818 та 1822—1863 роках розміщувалася губернська гімназія, а згодом — магазин паперу Егіза, на ім'я якого вулиця неофіційно називалася Егізівською. До початку 2000-х років будівлю займала їдальня. Тепер це місце перетворене на пустир і обнесене парканом.
Квартал, який нині займає масивна будівля ТРЦ «Суворовський», до 1975 року був забудований одно-чотириповерховими будинками, серед яких — меморіальний дім Джона Говарда, караїмська кенаса, будинок губернатора, будинок Р. А. Тарле, в кутовій частині якого розміщувалися аптека Вурштатмана (найперша аптека міста), а також редакція газети «Югъ». В середині 1970-х років було розпочато роботи зі знесення усіх цих будівель та спорудження на їхньому місці сходів, які з'єднали вулицю з музично-драматичним театром. У 2005 році сходи було розібрано, а на їх місці побудовано торговельно-розважальний центр з підземним паркінгом.
На місці сучасного кафе «Ланда» (буд. № 19) на початку XX століття знаходився будинок Єпифанова, розташований на розі з Рішельєвською вулицею. В цьому будинку розташовувався магазин караїма А. С. Пембека з відділами: винним, гастрономічним та бакалейно-колоніальним, кондитерським і тютюновим.
Будинок № 21 на початку XX століття належав купцеві Гольденбергу. Його приміщення займали банки й магазини. Будівля зберегла свій первісний вигляд. У ній міститься фірмовий магазин № 1 «Хліб» і відділення ВАТ «Державний ощадний банк України».
В будинку № 26, на перехресті з вул. Рішельєвською, з 20 квітня 1854 року по 1917 рік знаходився мануфактурний магазин А. І. Тотеша — члена Херсонського біржового товариства, старости караїмської кенаси. У 1904 році, на честь 50-ліття магазину була випущена пам'ятна поштова картка тасрібна медаль з його зображенням. Після революції 1917 року в будівлі містився Палац праці, а в наш час перший поверх будівлі займають магазини.
Другий поверх будинку № 27 займає Херсонська обласна наукова медична бібліотека, заснована у червні 1945 року.
Поруч з приміщенням Корабельного райвиконкому (буд. № 29) знаходиться пам'ятник — його встановлено у 1965 р. на тому місці, де у 1942 році німці стратили 10 членів підпільної групи з Карантинного острову, братів Запорожчуків та Чернявських.
Нині Європейська вулиця є пішохідною.

## Визначні будівлі

### Аптека в зруйнованому кварталі
Після спорудження спеціальної будівлі для Поштово-телеграфної контори по вулиці Вітовській (тепер — вулиця Театральна), у двоповерховому будинку, на першому поверсі якого розміщувалася контора поштової станції, у 1828 році відкрилася найпопулярніша херсонська вільна аптека. Засновником і власником аптеки був провізор Готтфрид Мюллер . Потрапити в аптеку Мюллера вважалося щастям для службовців фармацевтів. Тут починали свою службу учнями, а потім працювали помічниками фармацевтів майбутні народники — А. А. Франжолі та І. П. Болотников. Наприкінці 60-х — на початку 70-х років XIX століття аптека Готтфрида Мюллера була місцем для зібрань та бесід херсонських народників.
Продовжувачем справи Мюллера (після продажу аптеки Ніколаусом Мюллером) став новий власник Вурштатман. В аптеці було 3 службовця, в числі яких — лише один аптекарський помічник. У 1919 році аптека була націоналізована і передана у підпорядкування відділу охорони здоров'я. За роки радянської влади вірою і правдою вона довго служила жителям міста, цілодобово надаючи їм медичну допомогу. Практикою роботи цього медичного закладу опановували багато фармацевтів не лише міста, а й області.
Колись при вході в аптеку особливо привертали увагу ажурні чавунні сходи, а на її фасаді — меморіальна дошка з написом: «Аптека № 5 відкрита в 1828 році». Всередині приміщення відвідувачам впадали в очі старовинні меблі, аптечний посуд, встановлені на шафах скульптури, що прийшли ніби з глибокого минулого: одна уособлювала фармацевта, інша — богиню чистоти. У підвальному приміщенні аптеки зберігалися різні медичні препарати. Тут же, при будинку Р. А. Тарле, знаходився косметичний і парфумерний магазин Івлєвих, а згодом — аптекарський та косметичний магазин провізора Д. Л. Пінтнера.
Будинок, у якому розташовувалася аптека, знаходився у південно-східному куті зруйнованого в середині 1970-х років кварталу. Тепер на його місці побудовано ТРЦ «Суворовський» (вул. Європейська, 12).

### Будинок Меггера

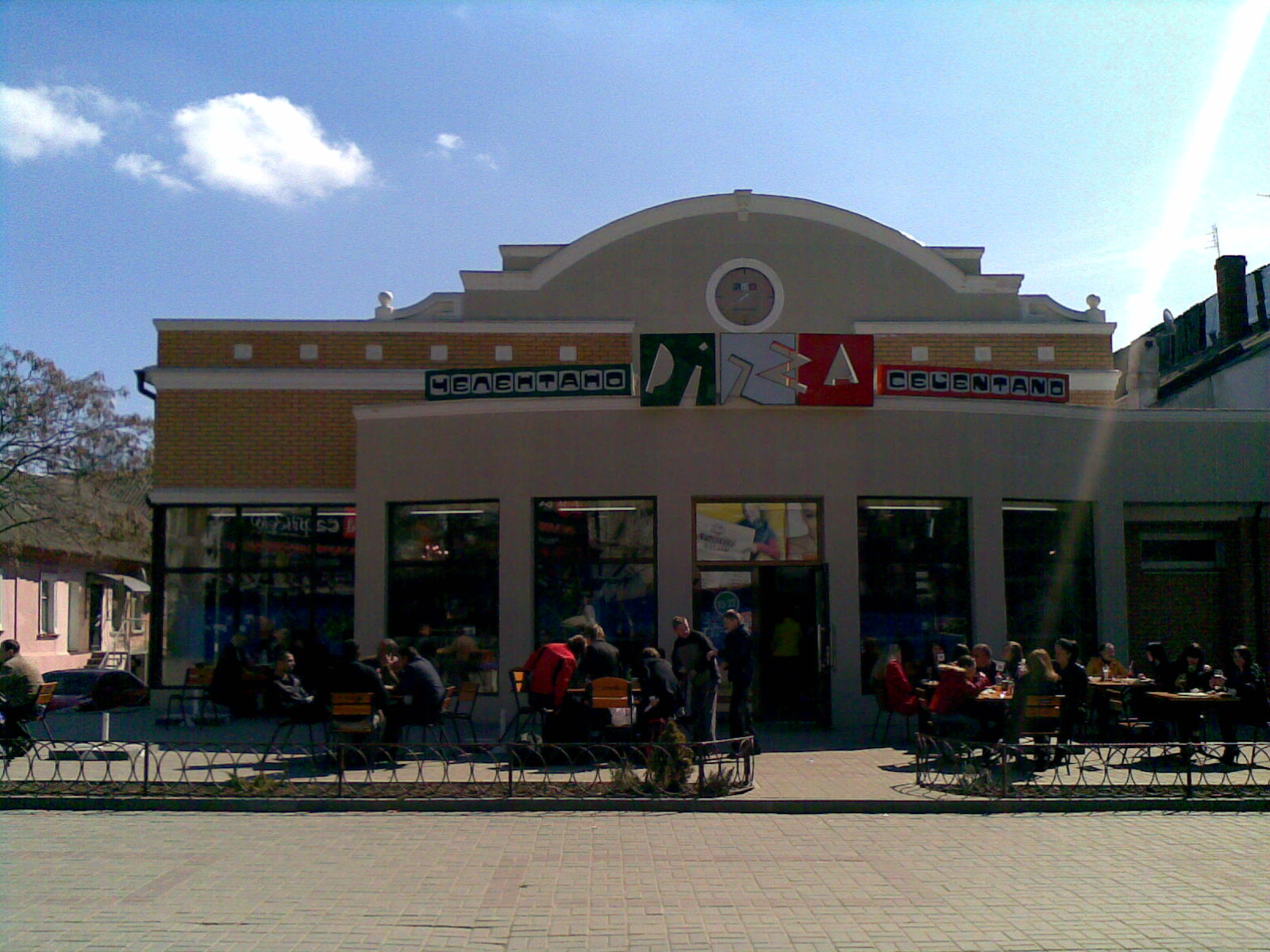
Будівля піцерії «Челентано», розташована на місці будинку Меггера

На перетині Європейської вулиці з Успенським (Спартаковським) провулком знаходився будинок Меггера, збудований між 1910 і 1915 роками. Будівля була яскравим представником стилю модерн органічного напряму. Кожна її архітектурна деталь не просто зіставлялася з рослинними мотивами, вона відобрала напругу росту, прагнення до світла органічної форми. Площину стін, що грала роль фону, було декоровано облицювальною цеглою. За словами сучасників, під час огляду фасаду відчувалася рука талановитого архітектора, який тонко розуміє дух часу. Після 1910 року другий поверх будівлі зайняло Херсонське відділення Об'єднаного банку, а на першому поверсі розмістилося кафе з кондитерською, що належало Меггеру і незабаром отримала популярність в Херсоні. Тут же знаходився книжковий і паперовий магазин Л. А. Золотарева і магазин І. Я. Майлера (під Сполученим банком), який з березня 1915 року переїхав у сусідній будинок.
На жаль, історія цієї будівлі дуже коротка, — вона згоріла взимку 1921—1922 років. У теперішній час на його місці знаходиться піцерія «Челентано».

### Миколаївська синагога
Головна, або Миколаївська синагога була збудована в 1840 році, ймовірно, за проектом архітектора Карла Акройда (1787–1855 р.р.). Архітектура синагоги була незвичною для Херсона. В епоху Миколи I популярним було звернення архітекторів до готики. Фасади синагоги, побудованої в стилі пізнього класицизму, прикрашали готичні стрілчасті вікна, на кутах фронтонів — високі пірамідальні стовпчики, через які херсонці називали синагогу «рогатою». На одній ділянці, поруч з Миколаївською синагогою перебували ще дві: Велика (Стара) і Мала. Після Жовтневого перевороту, у квітні 1922 року, з Миколаївської синагоги вилучили срібне начиння, а в 1926 році всі три синагоги були закриті. Миколаївська переобладнана в Будинок єврейської робочої культури, а в 1930-му році — в кінотеатр «Спартак» на 580 місць. На початку 1970-х років на місці кінотеатру збудували будівлю, у якій нині розміщений виконавчий комітет Корабельного району (вул. Європейська, 29).

## Галерея
|  |  |  |

|  |  |  |